# Мильдево
Мильдево — деревня в Меленковском районе Владимирской области России, входит в состав Даниловского сельского поселения.

## География
Деревня расположена в 7 км на юг от центра поселения деревни Данилово и в 24 км на запад от райцентра города Меленки.

## История
В конце XIX — начале XX века деревня входила в состав Архангельской волости Меленковского уезда, с 1926 года — в составе Меленковской волости Муромского уезда. В 1859 году в деревне числилось 33 двора, в 1905 году — 94 двора, в 1926 году — 120 дворов.
С 1929 года село являлось центром Мильдевского сельсовета в составе Меленковского района, с 1960 года — в составе Даниловского сельсовета, с 2005 года — в составе Даниловского сельского поселения.

## Население
| 1859 | 1905 | 1926 | 2002 | 2010 | 2021 |
| ---- | ---- | ---- | ---- | ---- | ---- |
| 289  | ↗607 | ↘573 | ↘24  | ↘0   | →0   |